# Benzion Netanyahu
Benzion Netanyahu (în ebraică: בֶּנְצִיּוֹן נְתַנְיָהוּ - Bentzion Netanyahu, numele la naștere:Bentzion Mileikowsky, n.25 martie 1910 - d.30 aprilie 2012) a fost un istoric israelian, activist în sionismul revizionist, profesor de istorie la Universitatea Cornell în Statele Unite. Netanyahu a fost un timp secretarul personal al lui Vladimir Zeev Jabotinsky, părintele sionismului revizionist, și redactor al Enciclopediei Ebraice. O mare parte din viață a trăit în Statele Unite.  S-a specializat cu deosebire în istoria evreilor din Spania. A fost, între altele, tatăl lui Binyamin Netanyahu, prim ministrul Israelului, și al lui Yonatan Netanyahu, comandat al forței speciale israeliene de comando, care a căzut în Operațiunea Entebbe.

## Biografie

### Anii de copilărie și tinerețe
Bentzion Mileikowsky s-a născut la Varșovia, în Polonia, care făcea in acea vreme parte din Imperiul Rus, ca fiul al rabinului de origine belorusă-lituaniană Nathan Mileikowski, scriitor și activist sionist, și a lui Sara, născută Lurie.
Nathan Mileikowski ținea conferințe prin Europa și Statele Unite în favoarea sionismului, iar în anul 1920 a decis împreună cu întreaga familie să emigreze în Palestina, care a intrat nu de mult sub dominația Marii Britanii. El a schimbat numele familiei în numele ebraic „Netanyahu”. Netanyahu era un  pseudonim cu care își semna articolele.  
După o ședere temporară la Jaffa, la Tel Aviv și la Safed, familia Netanyahu s-a stabilit la Ierusalim.
Benzion Netanyahu a studiat la Seminarul pedagogic al lui David Yellin și apoi făcut studii de istorie, mai ales istorie medievală, la Universitatea Ebraică din Ierusalim.
Deși tatăl său era rabin, Benzion a adoptat concepții laice. El folosea uneori pseudonimul „Nitay”.

### Activitatea în cadrul sionismului revizionist
Tot în anii de studenție Netanyahu a devenit activ în mișcarea sionismului revizionist, care, sub conducerea lui Jabotinskim s-a desprins din sionismul mainstream pentru că era nemulțumită de compromisurile la care era dispus acesta sub presiunile britanice, și  care susținea o ideologie de dreapta - naționalistă și liberală capitalistă în comparație cu sionismul social-democrat care domina viața politică evreiască din Palestina. Revizionismul susținea necesitatea unui „zid de fier” ideologic și militar care să protejeze pe evreii din Palestina de ostilitatea vecinilor lor arabi.
Benzion Netanyahu a fost în anii 1934-1935 co-redactor al revistei lunare ebraice „Betar” și redactor al organului cotidian al sionismului revizionist „Hayarden” (Iordanul) care a apărut la Ierusalim în anii 1933-1934, până ce a fost interzis de autoritățile mandatare britanice.
După ce nu a reușit să-l convingă pe Itamar Ben Avi, fiul lui Eliezer Ben-Yehuda să-și pună ziarul sub auspiciile sionistilor revizioniști, Netanyahu a înființat în 1931 cotidianul Haam (Poporul), care, și el, a fost închis după câteva luni de către britanici. După buletinul „Hayarden”, în 1938, Netanyahu a înființat   ziarul Hamashkif (Observatorul).
În anii 1935-1940 Netanyahu a fost și redactor la Editura politică sionistă din Ierusalim și Tel Aviv
În anul 1940 Netanyahu a plecat în Statele Unite, unde, la New York, a fost, pentru scurtă vreme, secretarul personal al lui Jabotinsky, care se afla în exil și căuta un suport american pentru proiectul sionist revizionist. După moartea lui Jabotinsky în acel an, Netanyahu a fost director executiv al organizației „New Zionist Organization of America” (Noii Sioniști din America), mișcare rivală a Organizației Sioniste din America, funcție pe care a îndeplinit-o până în 1948.
A depus eforturi de convingere a multor personalități din rândurile evreilor și ale oamenilor de vază din Statele Unite - senatori, congressmeni, scriitori,, politicieni etc,- între care Dean Acheson și Dwight Eisenhower, pentru a-i convinge să sprijine înființarea statului evreiesc independent în Palestina. 
În S.U.A. el a studiat la Dropsie College din Philadelphia, actualmente Centrul de Studii Iudaice Avansate al Universității Pennsylvania. Lucrarea sa de doctorat a consacrat-o lui Don Isaac Abrabanel, rabin, medic, cărturar și bancher, care a fost nevoit să părăsească Spania și apoi, Portugalia, în cursul Exodului evreilor din Peninsula Iberică.
După publicarea planului ONU de împărțire a Palestinei între un stat evreiesc și altul arab, și adoptarea lui la Adunarea Generală a ONU din 29 noiembrie 1947 Benzion Netanyahu a semnat în New York Times o petiție împotriva împărțirii țării.
În 1949 s-a întors in statul evreiesc recent întemeiat, stabilindu-se in cartierul Talpiot din Ierusalim.A încercat să intre în politică, însă a eșuat.
Ca sionist revizionist și deci,membru al opozitiei naționaliste, Netanyahu avea mai puține sanse de a obține o poziție de profesor în establishmentul academic al Israelului din primii ani de existență. Nefiind acceptat la Universitatea Ebraică, la recomandarea mentorului său, Yosef Klausner, el a fost angajat ca redactor al Enciclopediei Ebraice. După moartea lui Klausner, i-a luat locul ca redactor șef.

### Cariera academică în Statele Unite
Întors la Dropsie College la Philadelphia, in anii 1957-1966 a predat acolo ca profesor de limba și literatura ebraică și ca șef al catedrei de studii ebraice. Apoi a fost numit tot acolo între anii 1966-1968 profesor de istorie medievală evreiască și de literatura ebraică. Ulterior s-a mutat ca profesor la Universitatea Denver ca profesor de studii ebraice (1968-1971), revenind apoi la New York pentru a participa la redactarea unei enciclopedii evreiești.
Apoi, între 1971-1975 a deținut postul de profesor de studii iudaice și șef al departamentului de limbi si literaturi semitice la Universitatea Cornell.
Ca urmare a morții în 1976 a fiului său, Yonatan, în timpul Operațiunii Entebbe, de salvare a pasagerilor avionului Air France răpiți de teroriști germani și arabi palestineni, Benzion Netanyahu si familia sa, s-a întors în Israel. A continuat să dețină titlul de profesor emerit al Universității Cornell.
Studiind istoria evreilor din Spania și Portugalia medievală, Netanyahu a scris o carte despre Don Isaac Abrabanel și eseuri despre Inchiziția spaniolă. 
După cercetările sale a ajuns la concluzia că, în general, evreii care s-au convertit la catolicism în regatele iberice, au făcut-o, adesea,  nu fiindcă au fost forțați să o facă, ci pentru a se integra în societatea creștină locală. Totuși, „Noii Creștini”  cum au fost denumiți evreii convertiți (conversos sau marranos) au fost permanent prigoniți, nu atât din motive religioase, cât din motive etnice-rasiale. Practicarea de către monarhia și inchiziția spaniolă a principiului „purității de sânge” ar fi fost, după Netanyahu, un fapt nou în secolul al XV-lea și a servit drept model teoriilor rasiste din secolul al XX-lea.

### Viața privată
În 1944 Benzion Netanyahu s-a căsătorit cu Tzila Segal (născută la Petah Tikva în Palestina) pe care a cunoscut-o în timpul studenției la Ierusalim.
Perechea a avut trei fii:Binyamin, politician și diplomat, viitorul prim ministru al Israelului, Yonatan, care a devenit comandant de unități de elită, și Ido, medic radiolog.
Fratele său, matematicianul Elisha Netanyahu (1912-1986), a fost profesor la Universitatea ebraică, și soțul judecătoarei din Tribunalul Suprem, Shoshana Netanyahu, născută Schoenburg. Fiul lor, Nathan Netanyahu (născut în 1951) este profesor de informatică.
Benzion Netanyahu a murit in dimineața zilei de 30 aprilie 2012 la domiciliul său de pe strada Portzim din Ierusalim, la vârsta de 102 ani.
A lăsat doi dintre cei trei fii, 7 nepoți și 12 strănepoți.
A fost înmormântat în cimitirul evreiesc de pe Muntele Har Hamenuhot din Ierusalim.

## Premii și onoruri
- Membru al Academiei Americane de Cercetări Iudaice
- Membru al Institutului pentru Studii avansate în domeniul religiei
- 2001 - Doctor honoris causa al Universității din Valladolid, Spania

## In memoriam
- 2013 - Un nod rutier la Ierusalim a fost numit în memoria sa Mehlaf Bentzion Netanyahu.
- IUnie 2013 - O școală elementară în așezarea evreiască Barkan în regiunea Samaria din Cisiordania i-a primit numele.

## Cărți
Netanyahu a fost redactor șef al Enciclopediei Ebraice, al Encyclopediei Judaica și al Istoriei mondiale a poporului evreu (The World History of the Jewish People) 
- Don Isaac Abravanel: Statesman and Philosopher 1968
- The Origins of the Inquisition in Fifteenth-Century Spain 1995, 2002
- The Five Forefathers of Zionism 2004
- The Founding Fathers of Zionism 2012  despre viețile fondatorilor sionismului - Leon Pinsker, Theodor Herzl, Max Nordau, Israel Zangwill and Ze'ev Jabotinsky.